# William H. Miller (Chemiker)

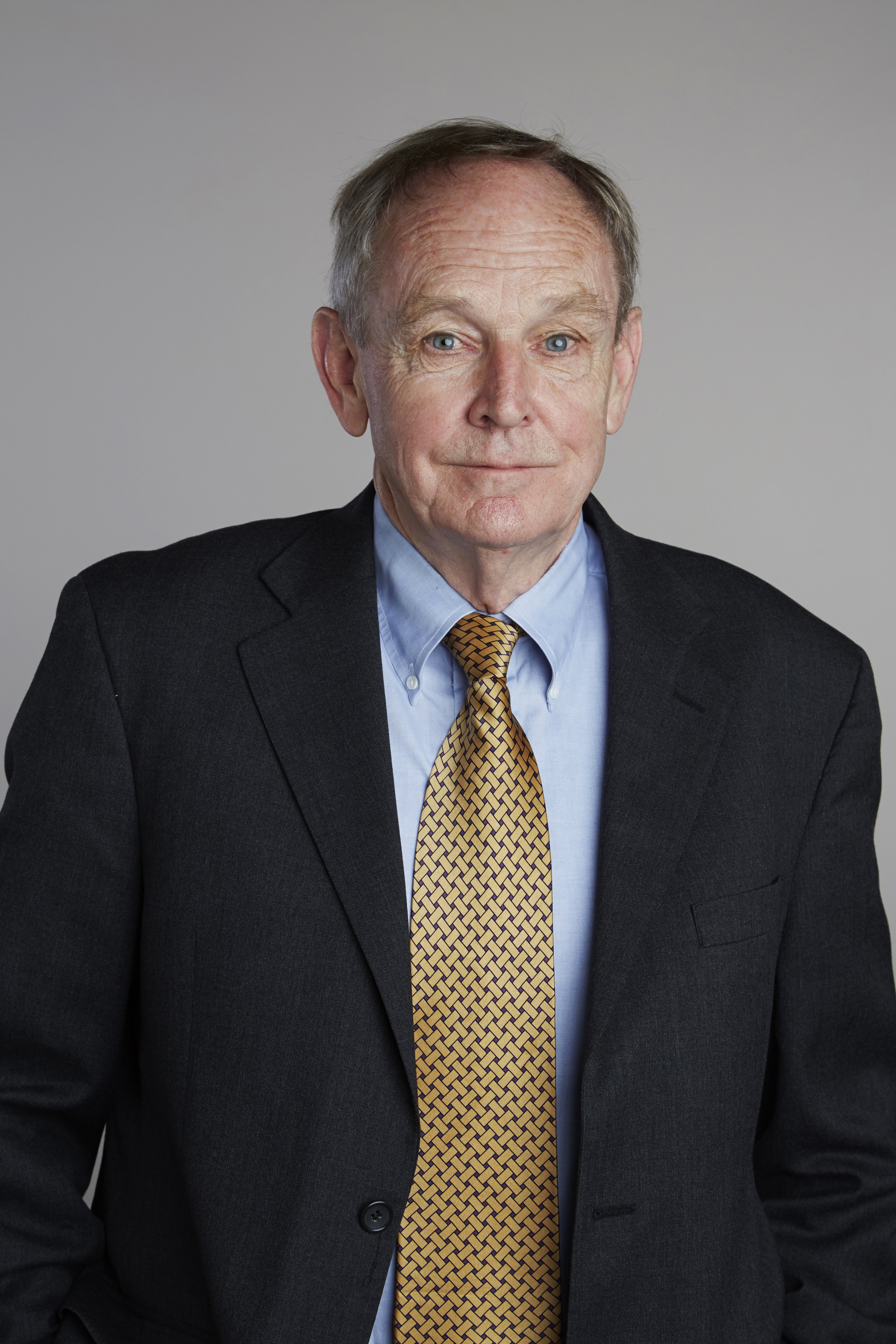
William H. Miller

William Hughes Miller (* 16. März 1941 in Kosciusko, Attala County, Mississippi) ist ein US-amerikanischer Chemiker, bekannt für theoretische Arbeiten über die Quantentheorie chemischer Reaktionen.

## Leben und Wirken
Miller studierte am Georgia Institute of Technology (Bachelor 1963) und an der Harvard University mit dem Master-Abschluss. Bei Edgar Bright Wilson wurde er 1967 mit der Arbeit Part I: Lower bounds to eigenvalues. Part II: Theory of resonances in scattering and the relation to the decay of a prepared state promoviert. Als Post-Doktorand war er als NATO Fellow an der Universität Freiburg und 1968/69 Junior Fellow in Harvard. Von 1969 bis 1974 war er in der Abteilung Chemie am Lawrence Berkeley National Laboratory (als Principal Investigator) und ab 1974 Professor an der University of California, Berkeley. 1989 bis 1993 war er Vorstand der Fakultät für Chemie; er ist dort ferner Kenneth S. Pitzer Professor for Chemistry. Miller war unter anderem Gastwissenschaftler in Cambridge (Churchill College 1975/76) und Oxford (1993 als Christensen Fellow). Er ist Ehrenprofessor der Shandong University in China.
2007 erhielt er den Welch Award in Chemistry für fundamentale Arbeiten in der modernen Theorie der Dynamik chemischer Reaktionen und Reaktionsraten. Er entwickelte eine semiklassische Theorie inelastischer und reaktiver Streuprozesse von Molekülen (klassische S-Matrix Theorie) und darauf aufbauend eine S-Matrix Variante der Variationsmethode von Kohn zur Berechnung von Reaktionsraten aus der Quantenmechanik. Er konnte mit seiner Theorie typische Quanteneffekte wie Interferenz und Tunneln beschreiben und auch chaotische Streuung. Er entwickelte eine strenge quantenmechanische Theorie chemischer Reaktionsraten, die die Transition State Theory von Wigner und Eyring verallgemeinert und in semiklassischer Näherung die Existenz eines Instanton Phänomens zeigt, das die Reaktionsraten bestimmt. Miller entwickelte auch den Reaction path Hamiltonian zur Beschreibung von Reaktionen von Molekülen mit vielen Atomen und eine Semiklassische Erweiterung der Simulation durch klassische molekulare Dynamik (classical molecular dynamics, CMD) zur Erfassung von Quanteneffekten (SC-IVR, semiclassical initial value representation). Miller und seine Gruppe wenden diese Methode für die Beschreibung dynamischer Prozesse mit Molekülen mit vielen Atomen an, in der keine exakten quantenmechanischen Rechnungen (wie etwa für drei bis vier Atome) möglich sind. Neben chemischen Reaktionen entwickelte er auch Modelle für andere dynamische Prozesse in der Chemie, zum Beispiel Photodissoziation, Penning-Ionisation und Wechselwirkung mit Laserpulsen. Er entwickelte auch eine allgemeine statistische Theorie von Reaktionsraten.
1970 war er Sloan Fellow und 1975/76 Guggenheim Fellow. 1981 erhielt er den Humboldt-Forschungspreis und 1974 den Preis der International Academy of Quantum Molecular Science (IAQMS), deren Fellow er seit 1985 ist. 1990 erhielt er den Irving Langmuir Award der American Chemical Society (ACS), 1994 den Theoretical Chemistry Award der ACS, 1997 den Ira Remsen Award der ACS und 1985 den Ernest-Orlando-Lawrence-Preis. 1998 erhielt er die Spiers Medal der Royal Society of Chemistry, 1996 den J. O. Hirschfelder Prize in Theoretical Chemistry, 2003 den Peter Debye Award der ACS und 2007 den Herschbach Award in Molecular Dynamics.
Miller ist Mitglied der National Academy of Sciences (1987), der American Association for the Advancement of Science, der American Academy of Arts and Sciences (1993) und Fellow der American Physical Society (1983). Seit 2011 ist er Mitglied der Leopoldina, 2015 wurde er als auswärtiges Mitglied in die Royal Society gewählt. Er ist seit 1966 verheiratet und hat zwei Kinder.